# Mervue United Football Club
Maillots
Actualités
Dernière mise à jour : 26 janvier 2013.
Le Mervue United F.C. est un club de football irlandais basé à Galway.
En novembre 2008, le club gagne la promotion du A championship, l'équivalent d'une troisième division, pour accéder au Championnat d'Irlande de football et plus exactement son deuxième niveau, la First Division.

## Histoire
En 1960, un petit groupe de résidents du quartier de Mervue à Galway décide de créer un club de football pour les jeunes, c’est le Mervue United FC.  Le club se consacre à la formation de jeunes et se dote de plusieurs équipes  de différents niveaux d’âge entre 9 ans et 18 ans. Il gagne différentes compétitions de jeunes dont deux Coupes d’Irlande chez les moins de 14ans et les moins de 16 ans. Son équipe première réussit même à atteindre la finale du championnat d’Irlande des moins de 20 ans.
En 2008 le club se propose pour faire partie du A Championship, mis en place par la fédération d'Irlande de football pour faire jouer les équipes réserves des principaux clubs et organiser un système de promotion/relégation pour la First Division.
Le club, dès sa première année, se classe quatrième de sa poule et gagne le droit de rencontrer Kildare County F.C. dernier de First Division en play-off. Mervue gagne 5-3 sur l’ensemble des deux matchs. Ils accèdent donc pour la première fois de leur histoire au championnat d’Irlande de football.